# Sesbania punicea
Sesbania punicea är en ärtväxtart som först beskrevs av Antonio José Cavanilles, och fick sitt nu gällande namn av George Bentham. Sesbania punicea ingår i släktet Sesbania och familjen ärtväxter. Inga underarter finns listade i Catalogue of Life.

## Bildgalleri

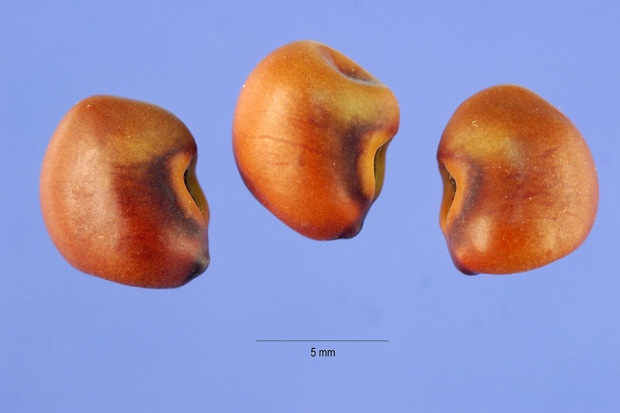
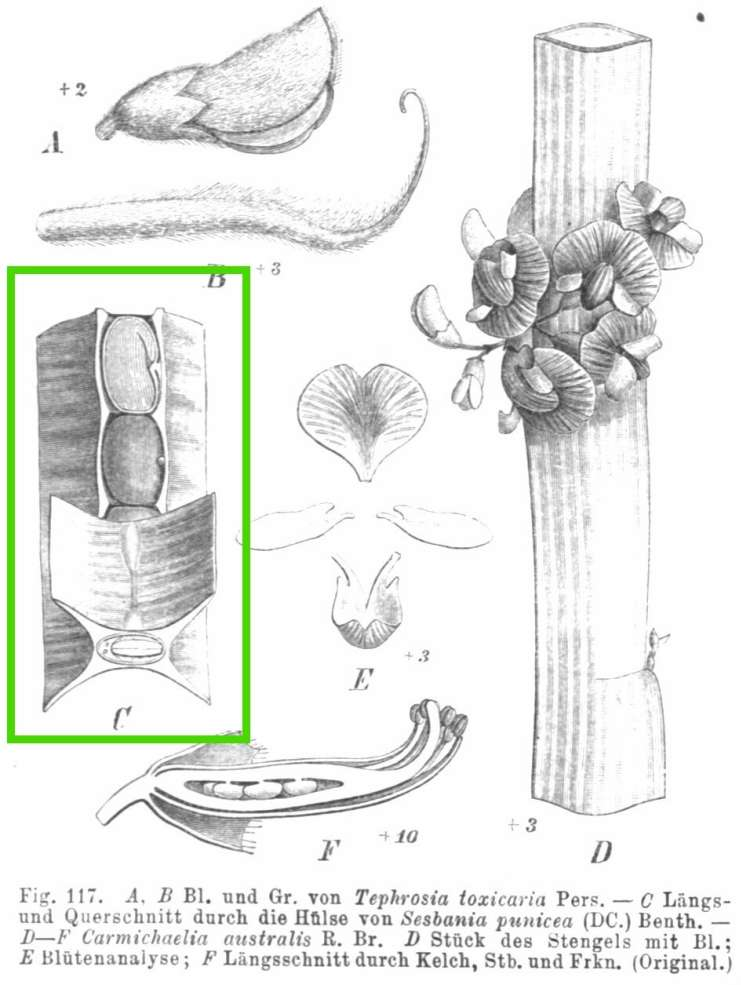
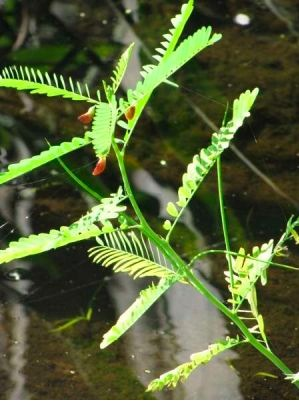
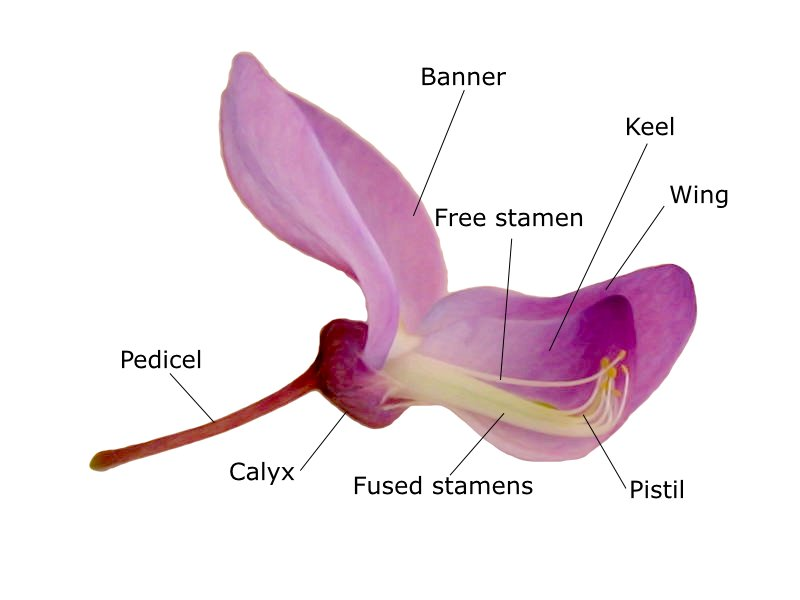